# مینچو
مینچو (به ایتالیایی: Mincio) رودی در لمباردی در شمال ایتالیا است و به رود پو می‌ریزد. این رود، رودخانه اصلی خروجی دریاچه گاردا است.